# Arthropodium candidum
Arthropodium candidum là một loài thực vật có hoa trong họ Măng tây. Loài này được Raoul mô tả khoa học đầu tiên năm 1846.